# 로빈 하츠혼
로빈 코프 하츠혼(영어: Robin Cope Hartshorne, 영어 발음: /ˈrɒbɪn koʊp ˈhɑː(ɹ)tshɔː(ɹ)n/, 1938년 3월 15일 ~ )은 미국의 대수기하학자이다. 유명한 대수기하학 교과서의 저자이다.

## 생애
보스턴에서 1938년에 태어났다. 1958년 가을 퍼트넘 펠로(Putnam fellow)가 되었다. 프린스턴 대학교에서 1963년에 존 콜먼 무어 및 오스카 자리스키 아래 박사 학위를 수여받았고, 하버드 대학교에서 주니어 펠로(Junior fellow)로 경력을 시작하여 이곳에서 몇 년 간 학생들을 가르쳤다. 1970년대에는 캘리포니아 대학교 버클리의 수학 교수가 되었으며, 이곳에서 계속 근무하다 은퇴하였다.
이후 오스카 자리스키, 데이비드 멈퍼드, 장피에르 세르, 알렉산더 그로텐디크 등과 여러 논문을 공저하였다.
수학 밖에, 일본의 퉁소와 비슷한 악기인 샤쿠하치(일본어: 尺八)를 연주하며, 음반을 출판하였다.

## 주요 저서
다섯 권의 저서가 있다.
- 《Residues and duality》(잉여류와 쌍대성), 1966년[2]
- 《Foundations of projective geometry》(사영기하학의 기초), 1967년[3]
- 《Algebraic geometry》(대수기하학), 1977년[4]
- 《Geometry: Euclid and beyond》(기하학: 유클리드 기하학을 넘어서), 2000년[5]
- 《Deformation theory》(변형 이론), 2010년[6]

### 《대수기하학》
《대수기하학》(영어: Algebraic Geometry)은 1977년에 슈프링어 출판사에서 출판된 로빈 하츠혼의 대수기하학 교재이다. 층과 스킴의 언어를 사용하는 현대 대수기하학의 표준적인 교재이다.
목차는 다음과 같다.
| 번호   | 제목        | 원어 제목              | 내용 |
| ------ | ----------- | ---------------------- | --- |
| 1장    | 대수다양체  | Varieties              | 대수적으로 닫힌 체 위의 고전적인 대수기하학을 소개한다. 이 과정에서 힐베르트 영점 정리를 비롯한 가환대수학의 고전적인 결과들을 자주 사용하는데, 증명은 대체로 아티야-맥도널드, 마쓰무라, 자리스키-사뮈엘 등의 참고 서적에 제시되어 있다. |
| 2장    | 스킴        | Schemes                | 층과 스킴의 추상적인 정의 및 기초적인 개념들을 정의한다. 이 밖에, 가군층의 개념과 스킴 위의 인자 이론, 켈러 미분 및 형식적 스킴(영어: formal scheme)을 정의한다.                                                                         |
| 3장    | 코호몰로지  | Cohomology             | 유도 함자, 층 코호몰로지, 체흐 코호몰로지, Ext 함자, 평탄 사상과 매끄러운 사상을 정의한다. |
| 4장    | 곡선        | Curves                 | 대수적으로 닫힌 체 위의 대수 곡선을 다룬다. 리만-로흐 정리, 후르비츠 정리, 곡선의 종수에 따른 분류, 곡선의 특이점의 해소, 공간 곡선의 분류 등을 다룬다.                                                                                  |
| 5장    | 곡면        | Surfaces               | 대수적으로 닫힌 체 위의 대수 곡면을 다룬다. 곡면의 쌍유리 동치류의 엔리퀘스-고다이라 분류, 곡면 특이점의 해소, 선직면 이론을 다룬다. |
| 부록 A | 교차 이론   | Intersection theory    | 대수다양체의 저우 환과 특성류, 히르체브루흐-리만-로흐 정리, 그로텐디크-리만-로흐 정리, 풍부한 선다발의 나카이-모이세존 조건(영어: Nakai–Moishezon criterion) 등을 증명 없이 정리들 위주로 설명한다.                                      |
| 부록 B | 초월적 방법 | Transcendental methods | 켈러 다양체의 이론, 지수열, 가가 정리 등을 증명 없이 다룬다. |
| 부록 C | 베유 추측   | Weil conjectures       | 유한체 위의 대수다양체의 하세-베유 제타 함수 및 베유 추측을 증명 없이 다룬다. |

## 같이 보기
- 하츠혼 타원